# NASCAR Sprint Cup Series de 2011

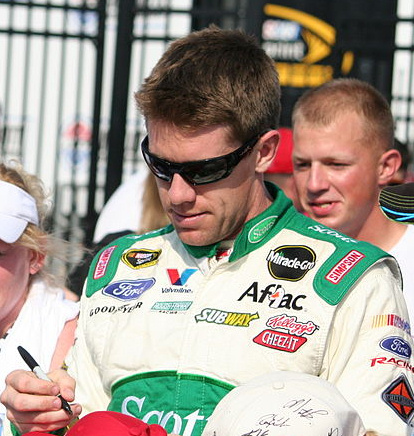
O piloto da NASCAR Carl Edwards antes da Coca-Cola 600 de 2011 em 29 de maio de 2011.

A Temporada da NASCAR Sprint Cup Series de 2011 foi a 63º edição da Nascar, com 36 etapas disputadas o campeão foi Tony Stewart.

## Calendario
| N.                         | Data         | Corrida                                  | Circuito                        | Vencedor        | Segundo            | Terceiro           |
| 1                          | 20 februari  | Daytona 500                              | Daytona International Speedway  | Trevor Bayne    | Carl Edwards       | David Gilliland    |
| 2                          | 27 februari  | Subway Fresh Fit 500                     | Phoenix International Raceway   | Jeff Gordon     | Kyle Busch         | Jimmie Johnson     |
| 3                          | 6 maart      | Kobalt Tools 400                         | Las Vegas Motor Speedway        | Carl Edwards    | Tony Stewart       | Juan Pablo Montoya |
| 4                          | 20 maart     | Jeff Byrd 500                            | Bristol Motor Speedway          | Kyle Busch      | Carl Edwards       | Jimmie Johnson     |
| 5                          | 27 maart     | Auto Club 400                            | Auto Club Speedway              | Kevin Harvick   | Jimmie Johnson     | Kyle Busch         |
| 6                          | 3 april      | Goody's Fast Pain Relief 500             | Martinsville Speedway           | Kevin Harvick   | Dale Earnhardt Jr. | Kyle Busch         |
| 7                          | 9 april      | Samsung Mobile 500                       | Texas Motor Speedway            | Matt Kenseth    | Clint Bowyer       | Carl Edwards       |
| 8                          | 17 april     | Aaron's 499                              | Talladega Superspeedway         | Jimmie Johnson  | Clint Bowyer       | Jeff Gordon        |
| 9                          | 30 april     | Crown Royal 400                          | Richmond International Raceway  | Kyle Busch      | Denny Hamlin       | Kasey Kahne        |
| 10                         | 7 mei        | Southern 500                             | Darlington Raceway              | Regan Smith     | Carl Edwards       | Brad Keselowski    |
| 11                         | 15 mei       | FedEx 400                                | Dover International Speedway    | Matt Kenseth    | Mark Martin        | Marcos Ambrose     |
| 12                         | 29 mei       | Coca-Cola 600                            | Charlotte Motor Speedway        | Kevin Harvick   | David Ragan        | Joey Logano        |
| 13                         | 5 juni       | STP 400                                  | Kansas Speedway                 | Brad Keselowski | Dale Earnhardt Jr. | Denny Hamlin       |
| 14                         | 12 juni      | 5-hour Energy 500                        | Pocono Raceway                  | Jeff Gordon     | Kurt Busch         | Kyle Busch         |
| 15                         | 19 juni      | Heluva Good! Sour Cream Dips 400         | Michigan International Speedway | Denny Hamlin    | Matt Kenseth       | Kyle Busch         |
| 16                         | 26 juni      | Toyota/Save Mart 350                     | Infineon Raceway                | Kurt Busch      | Jeff Gordon        | Carl Edwards       |
| 17                         | 2 juli       | Coke Zero 400                            | Daytona International Speedway  | David Ragan     | Matt Kenseth       | Joey Logano        |
| 18                         | 9 juli       | Quaker State 400                         | Kentucky Speedway               | Kyle Busch      | David Reutimann    | Jimmie Johnson     |
| 19                         | 17 juli      | Lenox Industrial Tools 301               | New Hampshire Motor Speedway    | Ryan Newman     | Tony Stewart       | Denny Hamlin       |
| 20                         | 31 juli      | Brickyard 400                            | Indianapolis Motor Speedway     | Paul Menard     | Jeff Gordon        | Regan Smith        |
| 21                         | 7 augustus   | Good Sam RV Insurance 500                | Pocono Raceway                  | Brad Keselowski | Kyle Busch         | Kurt Busch         |
| 22                         | 14 augustus  | Heluva Good! Sour Cream Dips at The Glen | Watkins Glen International      | Marcos Ambrose  | Brad Keselowski    | Kyle Busch         |
| 23                         | 21 augustus  | Pure Michigan 400                        | Michigan International Speedway | Kyle Busch      | Jimmie Johnson     | Brad Keselowski    |
| 24                         | 27 augustus  | Irwin Tools Night Race                   | Bristol Motor Speedway          | Brad Keselowski | Martin Truex Jr.   | Jeff Gordon        |
| 25                         | 6 september  | AdvoCare 500                             | Atlanta Motor Speedway          | Jeff Gordon     | Jimmie Johnson     | Tony Stewart       |
| 26                         | 10 september | Wonderful Pistachios 400                 | Richmond International Raceway  | Kevin Harvick   | Carl Edwards       | Jeff Gordon        |
| Chase for the Championship |              |                                          |                                 |                 |                    |                    |
| 27                         | 18 september | Geico 400                                | Chicagoland Speedway            | Tony Stewart    | Kevin Harvick      | Dale Earnhardt Jr. |
| 28                         | 25 september | Sylvania 300                             | New Hampshire Motor Speedway    | Tony Stewart    | Brad Keselowski    | Greg Biffle        |
| 29                         | 2 oktober    | AAA 400                                  | Dover International Speedway    | Kurt Busch      | Jimmie Johnson     | Carl Edwards       |
| 30                         | 9 oktober    | Hollywood Casino 400                     | Kansas Speedway                 | Jimmie Johnson  | Kasey Kahne        | Brad Keselowski    |
| 31                         | 15 oktober   | Bank of America 500                      | Charlotte Motor Speedway        | Matt Kenseth    | Kyle Busch         | Carl Edwards       |
| 32                         | 23 oktober   | Good Sam Club 500                        | Talladega Superspeedway         | Clint Bowyer    | Jeff Burton        | Dave Blaney        |
| 33                         | 30 oktober   | TUMS Fast Relief 500                     | Martinsville Speedway           | Tony Stewart    | Jimmie Johnson     | Jeff Gordon        |
| 34                         | 6 novemver   | AAA Texas 500                            | Texas Motor Speedway            | Tony Stewart    | Carl Edwards       | Kasey Kahne        |
| 35                         | 13 november  | Kobalt Tools 500                         | Phoenix International Raceway   | Kasey Kahne     | Carl Edwards       | Tony Stewart       |
| 36                         | 20 november  | Ford 400                                 | Homestead-Miami Speedway        | Tony Stewart    | Carl Edwards       | Martin Truex Jr.   |

## Classificação final - Top 12
[[Bestand:T-stewart-richmond11-1.jpg|right|thumb|250px|Tony Stewart com seu Chevrolet Impala.]]
|    | Piloto             | Time                     | Auto      | V | Pts  |
| -- | ------------------ | ------------------------ | --------- | - | ---- |
| 1  | Tony Stewart       | Stewart Haas Racing      | Chevrolet | 5 | 2403 |
| 2  | Carl Edwards       | Roush Fenway Racing      | Ford      | 1 | 2403 |
| 3  | Kevin Harvick      | Richard Childress Racing | Chevrolet | 4 | 2345 |
| 4  | Matt Kenseth       | Roush Fenway Racing      | Ford      | 3 | 2330 |
| 5  | Brad Keselowski    | Penske Racing            | Dodge     | 3 | 2319 |
| 6  | Jimmie Johnson     | Hendrick Motorsports     | Chevrolet | 2 | 2304 |
| 7  | Dale Earnhardt Jr. | Hendrick Motorsports     | Chevrolet | 0 | 2290 |
| 8  | Jeff Gordon        | Hendrick Motorsports     | Chevrolet | 3 | 2287 |
| 9  | Denny Hamlin       | Joe Gibbs Racing         | Toyota    | 1 | 2284 |
| 10 | Ryan Newman        | Stewart Haas Racing      | Chevrolet | 1 | 2284 |
| 11 | Kurt Busch         | Penske Racing            | Dodge     | 2 | 2262 |
| 12 | Kyle Busch         | Joe Gibbs Racing         | Toyota    | 4 | 2246 |